# 邪恶圣经

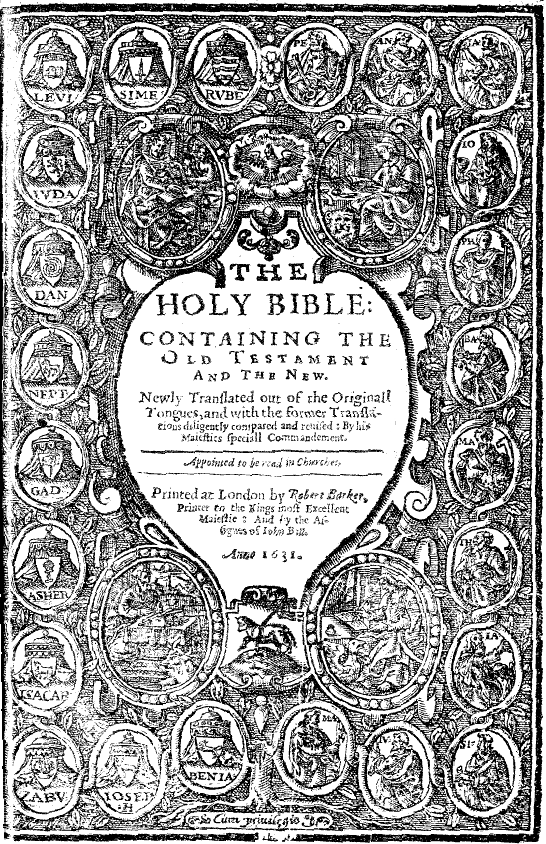
《邪惡聖經》的封面

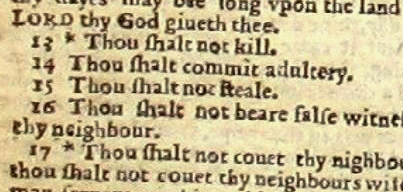
在《邪惡聖經》中，《十戒》中的「不可姦淫」（Thou ſhalt not commit adultery）誤印成「應當姦淫」（Thou ſhalt commit adultery）。

《邪恶圣经》（英語：The Wicked Bible），有时称作《奸淫圣经》（The Adulterous Bible）或《罪人圣经》（The Sinner's Bible），是人们对1631年伦敦皇家印刷员Robert Barker和Martin Lucas所印制的圣经的称呼，这个版本本来是《欽定版聖經》的重印本。这个版本由于排字员的疏忽而得名：在《十诫》中（KJV）“不可奸淫”中的“不”字被漏掉。这个错误被发现之前，该版圣经已经印制了许多份。一年以后，《邪恶圣经》的印制者被罚款300英鎊且被剥夺执照。这个版本包含了如此严重的错误，以致查理一世和坎特伯雷大主教George Abbot十分震怒，后者说道：
|  | 据我所知印刷工作应当十分小心，印制《圣经》尤其如此，应当挑选最好的排字员和校对者，他们严肃且博学，纸张应该是上品，字迹清晰——所有都做到最好；但是现在纸张差劣、排字工是小孩、校对者没文化。 |

在国王的命令下，当事人被传唤至星法院，上面的错误被证实，所有印本被收回，印制者被处以罚金。
大多数《邪恶圣经》的副本被焚毁，只有11本尚存。一份被保存在纽约公共图书馆，但几乎不与公众见面，其余的可在密蘇里州布蘭森（Branson, Missouri）的圣经博物馆找到。

## 另一個失誤
其實在這個版本的聖經還有另一個錯處，但比較少人知道。這個錯誤的原文如下(KJV)：
the lord hath shewed us his glory and his greatness.
|  | 神將他的榮光和他的大能顯給我們看。 |

結果變成了：
the lord hath shewed us his glory and his great arse
|  | 神將他的榮光和他的大臀顯給我們看。 |

## 反响

### 1631年
除了教会内部的不满外，历史学家於《邪惡聖經》印刷後的不久亦作出記載：
|  | 国王陛下的印刷工人，不久前在印制英语版的圣经时犯了一个严重的错误，将第七戒律中的“不”字遗漏。陛下从伦敦大主教口中得知此事，将印制者传至最高委员会，查明证据后，所有印本召回，印刷者被处以罚金，这是他们所应得的。部分由于此事件，优秀的Laud准备了一套不错的希腊字体，《时间与勤奋》这样的手稿得以与公众见面。 |

### 现代
《邪恶圣经》也给现代艺术家带来了灵感。有时它被視为抽象派的榜样，或表达对社会的失望。
Edwin Astin于2001年写了《邪恶圣经》一书，介绍了古希腊对基督教的影响。
2008年，《邪恶圣经》的一个现存版本被拿到网上出售。售价$89500。